# Kasteel van Pouancé
Het Kasteel van Pouancé (Frans: Château de Pouancé) is een middeleeuws kasteel in de Franse plaats Pouancé.